# Trench-Gletscher
Der Trench-Gletscher ist ein tief zerklüfteter Gletscher auf der Ostseite der Alexander-I.-Insel. Er ist 10 km lang, 3 km breit und fließt in östlicher Richtung zum George-VI-Sund, den er unmittelbar südlich des Mount Athelstan erreicht.
Die Mündung des Gletschers fotografierte der US-amerikanische Polarforscher Lincoln Ellsworth bei seinem Transantarktisflug am 23. November 1935. Der US-amerikanische Kartograph W. L. G. Joerg nutzte diese Luftaufnahmen für eine erste Kartierung. Der Falkland Islands Dependencies Survey nahm 1948 sowie 1949 eine Vermessung des Gletschers vor und verlieh ihm einen deskriptiven Namen (englisch trench = deutsch Einschnitt, Graben).